# Echinopsis mirabilis
Echinopsis mirabilis är en kaktusväxtart som beskrevs av Carlos Luis Spegazzini. Echinopsis mirabilis ingår i släktet Echinopsis och familjen kaktusväxter. Inga underarter finns listade i Catalogue of Life.

## Bildgalleri

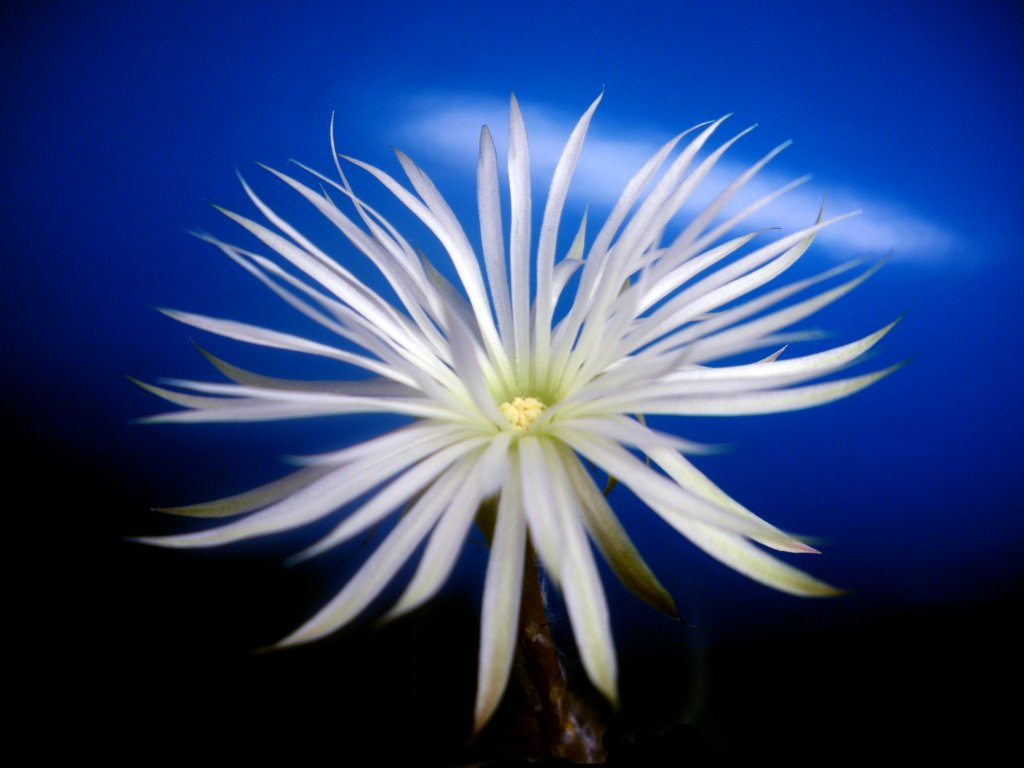
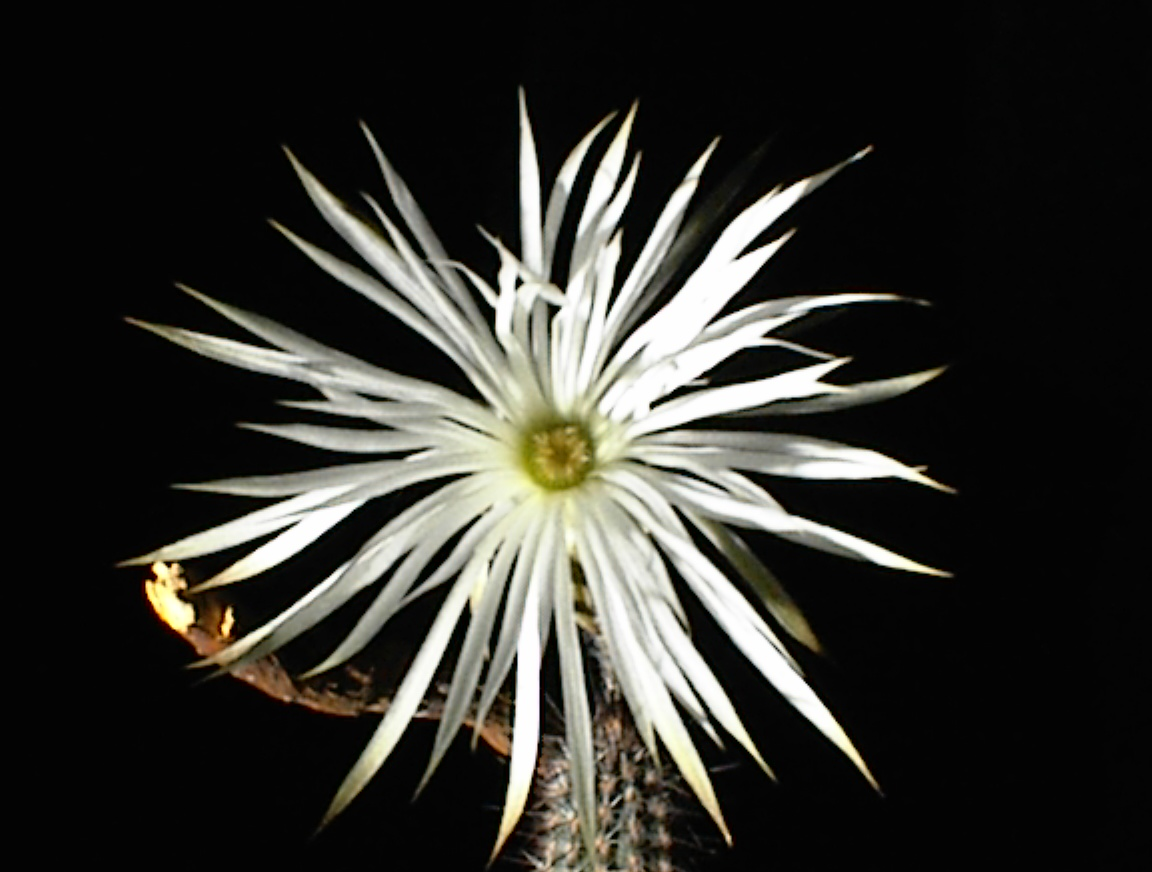